# Spilosoma mendicana
Spilosoma mendicana är en fjärilsart som beskrevs av Embrik Strand 1919. Spilosoma mendicana ingår i släktet Spilosoma och familjen björnspinnare. Inga underarter finns listade i Catalogue of Life.